# Ceiner Benjámin
Ceiner Benjámin (Budapest, 1992. április 24. –) magyar kajakozó.

## Sportpályafutása
A 2009-es junior maratoni világbajnokságon kettesben 14. lett. A 2010-es junior maratoni vb-n egyesben bronzérmes, kettesben (Noé Bálint) aranyérmes volt. A 2011-es felnőtt maratoni vb-n kettesben (Salga István) hatodikként ért célba. 2013-ban az U23-as világbajnokságon kettes 1000 méteren (Hufnágel Tibor) aranyérmet, négyesben bronzérmet szerzett. Világbajnoki címüket a következő évben megvédték. A 2015-ös gyorsasági kajak-kenu világbajnokságon 5000 méteren 22. helyen érkezett a célba. A 2016-os gyorsasági kajak-kenu Európa-bajnokságon négyesben hetedik helyen végzetek.
A rioi olimpián Hufnágel Tiborral párban a 7. helyen végzett K2-1000 méteren.